# Adisana (Kebasen)
Adisana is een bestuurslaag in het regentschap Banyumas van de provincie Midden-Java, Indonesië. Adisana telt 5475 inwoners (volkstelling 2010).